# Aviron Marne et Joinville

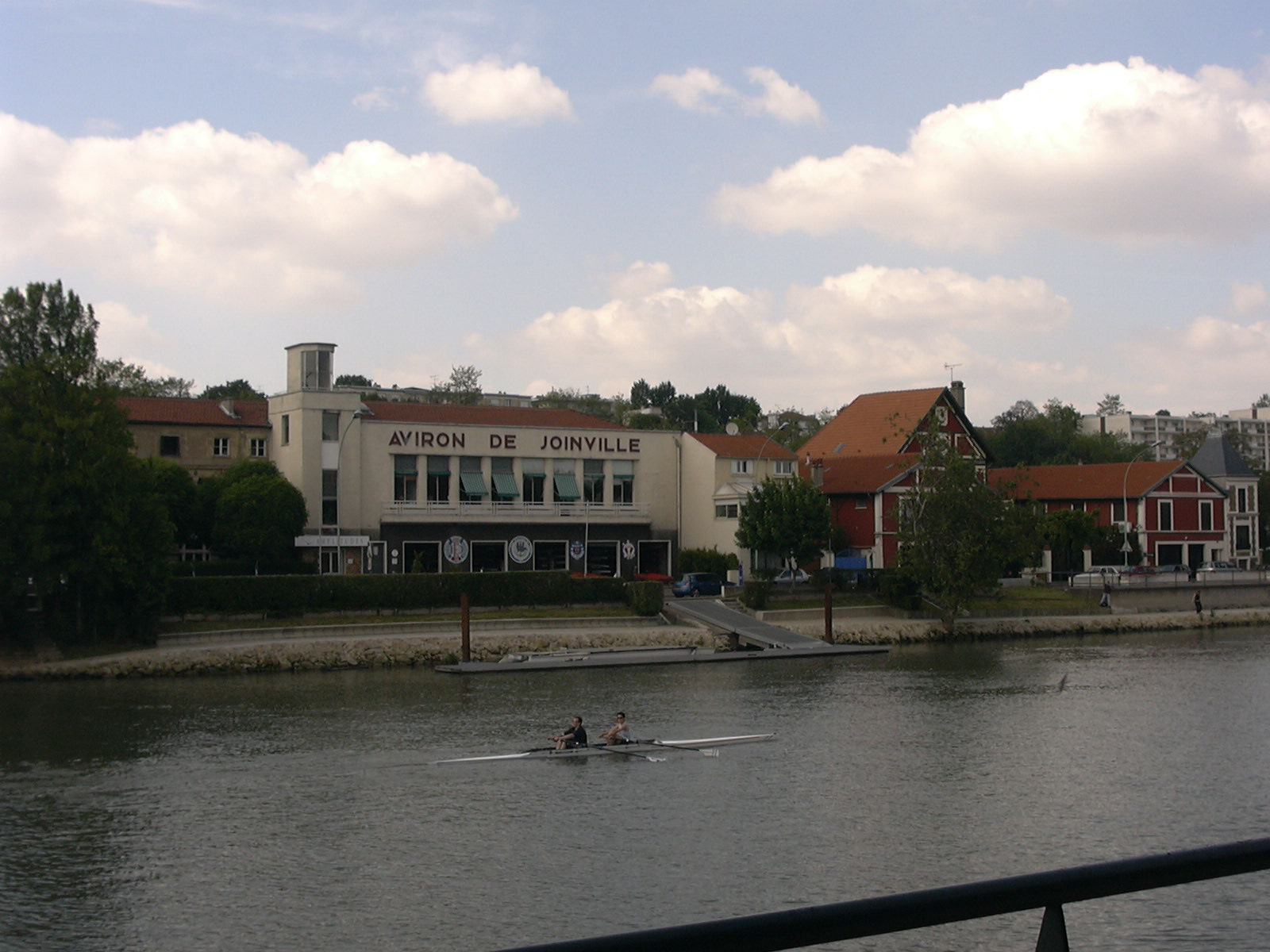
Le bâtiment de l'Aviron Marne et Joinville en 2004.

L'Aviron Marne et Joinville est un club français d'aviron situé quai de la Marne à Joinville-le-Pont dans le Val-de-Marne. En 1993, la Société nautique de la Marne (fondée en 1876 par le peintre Ferdinand Gueldry) a fusionné avec l’Aviron de Joinville (fondé en 1886) pour former l'AMJ. Ces deux clubs comptaient parmi les plus prestigieux clubs français d'aviron.